# Operace Banzaj
Operace Banzaj (ve francouzském originále Banzaï) je francouzský dobrodružný film z roku 1983. Režisérem filmu je Claude Zidi. Hlavní role ve filmu ztvárnili Coluche, Valérie Mairesse, Didier Kaminka, Marthe Villalonga a Eva Darlan.

## Obsazení
| Coluche             | Michel Bernardin |
| Valérie Mairesse    | Isabelle Parisse |
| Didier Kaminka      | Paul             |
| Marthe Villalonga   | Michelova matka  |
| Eva Darlan          | Carole           |
| Francois Perrot     | Michelův šéf     |
| Jean-Marie Proslier | podnikatel       |
| Zabou Breitman      | Sophia           |